# Astrophysical Bulletin
Astrophysical Bulletin is een internationaal, aan collegiale toetsing onderworpen wetenschappelijk tijdschrift op het gebied van de astronomie.